# Pierre Balmain
Pierre Alexandre Claudius Balmain (Saint-Jean-de-Maurienne, 18 de mayo de 1914-París, 29 de junio de 1982) fue un diseñador de moda francés, uno de los principales en la segunda mitad del siglo XX, y fundador de la casa de moda Balmain.

## Biografía
Nació en la región francesa de Saboya y empezó a estudiar arquitectura en la Escuela de Bellas Artes de París en 1933, pero al año siguiente abandonó la escuela para empezar en el taller de modas de Molyneux, donde permaneció hasta 1939. Posteriormente, pasó dos años trabajando con Lucien Lelong, donde conoció a Christian Dior.
En 1945 presentó su primera colección en París, caracterizada por faldas acampanadas largas y de cintura estrecha; la poeta Gertrude Stein, quien se encontraba entre el público, escribió en la revista Vogue que los diseños de Balmain constituirían «el nuevo look francés». Ya en 1947 se pusieron de moda como parte del New Look de Dior.
En 1946 apareció su primer perfume, Ely 64-83, dedicado a su madre. En 1951 abrió una filial de su firma en Nueva York y en esa década puso de moda la estola para día y noche, y sus chales y capas de estilo cosaco marcaron tendencias. Conocido por su sofisticación y elegancia, fue el creador del estilo Jolie Madame, aunque siempre estuvo inspirado en el ideal de la belleza clásica.
Fue pareja del diseñador danés Erik Mortensen, quien trabajó para Balmain desde 1948 hasta 1991. Margit Brandt trabajó como su diseñadora a principios de la década de 1960. Balmain también pudo ver el talento de Karl Lagerfeld, contratándolo en 1954 tras haber sido jurado en una competición ganada por Lagerfeld.
Es considerado uno de los grandes mitos de la moda del siglo XX y su casa (la compañía Balmain) se consolidó como una de las más importantes de la alta costura en la época de la posguerra. Fue el favorito de grandes estrellas, como Brigitte Bardot, Marlene Dietrich y Sofía Loren. También tuvo como clienta a la primera dama de Nicaragua, Hope Portocarrero.
Su autobiografía, titulada Mis años y épocas, se publicó en 1964. Una de sus frases más conocidas dice: «La creación de moda es la arquitectura del movimiento».
Pierre Balmain murió a los 68 años víctima de un cáncer de hígado en el Hospital Americano de París, justo después de terminar los bocetos de su colección de otoño.